# موسیقی برای پیانو (آلبوم)
 موسیقی برای پیانو نام یک آلبوم موسیقی اثر  علیرضا مشایخی، هنرمند ایرانی است که در سبک  سنتی تهیه شده و دارای ۱۶ آهنگ است.

## فهرست آهنگ‌ها
| ردیف | آهنگ                                            |
| ۱    | داستان‌های کوتاه، اپوس ۱۰۶، شمارهٔ ۱–۱            |
| ۲    | داستان‌های کوتاه، اپوس ۱۰۶، شمارهٔ ۱–۲            |
| ۳    | داستان‌های کوتاه، اپوس ۱۰۶، شمارهٔ ۱–۳            |
| ۴    | داستان‌های کوتاه، اپوس ۱۰۶، شمارهٔ ۱–۴            |
| ۵    | نامه‌ها، اپوس ۱۱۰–۱                              |
| ۶    | نامه‌ها، اپوس ۱۱۰–۲                              |
| ۷    | نامه‌ها، اپوس ۱۱۰–۳                              |
| ۸    | در جستجوی زمان از دست رفته، اپوس ۱۱۱، شمارهٔ ۱–۱ |
| ۹    | در جستجوی زمان از دست رفته، اپوس ۱۱۱، شمارهٔ ۱–۲ |
| ۱۰   | در جستجوی زمان از دست رفته، اپوس ۱۱۱، شمارهٔ ۱–۳ |
| ۱۱   | کریستال، اپوس ۱۱۳، شمارهٔ ۱                      |
| ۱۲   | کریستال، اپوس ۱۱۳، شمارهٔ ۲                      |
| ۱۳   | مرواریدها، اپوس ۱۱۸، شماره‌های ۳و۱٬۲–۱           |
| ۱۴   | مرواریدها، اپوس ۱۱۸، شماره‌های ۳و۱٬۲–۲           |
| ۱۵   | مرواریدها، اپوس ۱۱۸، شماره‌های ۳و۱٬۲–۳           |
| ۱۶   | واریانت، اپوس ۱۵۱                               |